# Rörtjärnarna (Vilhelmina socken, Lappland, 720245-149753)
Rörtjärnarna är en sjö i Vilhelmina kommun i Lappland och ingår i Ångermanälvens huvudavrinningsområde.